# Maria Farneti
Maria Farneti (Forlì, 8 de desembre de 1877 - San Varano, frazione di Forlì, 17 d'octubre de 1955) fou una soprano italiana.
Alumna de Virginia Boccabadati al Conservatori de Pesaro, va ser entre 1898 i 1917 una gran intèrpret de la temporada d'òpera verista italiana. El seu nom està vinculat a la figura de Pietro Mascagni, amb qui va treballar àmpliament a Itàlia i a l'estranger, i amb qui va fer les estrenes absolutes d'algunes de les seves obres. En particular, Iris i Isabeau. Amb una veu suau i elegíaca, es va trobar al centre de la revolució de la veu verista, però sense caure en excessos. Va aplicar l'escola vocal del segle xix a la nova manera de cantar, amb resultats sorprenents. En el seu repertori hi havia poc Verdi, i molt de Puccini i Massenet. La seva obra mestra, al costat de l'esmentada obra de Mascagni, va ser probablement Madama Butterfly.